# Gary Graffman
Gary Graffman (New York, 14 ottobre 1928) è un pianista, docente e manager statunitense.

## Biografia
Graffman nacque a New York da genitori ebrei russi. Avendo iniziato il pianoforte all'età di 3 anni, Graffman entrò al Curtis Institute of Music all'età di 7 anni nel 1936 come studente di pianoforte di Isabelle Vengerova. Dopo essersi laureato al Curtis nel 1946, debuttò come solista professionista con il direttore d'orchestra Eugene Ormandy e l'Orchestra di Filadelfia. All'età di 20 anni Graffman si era fatto un nome in tutto il mondo come pianista classico. Nel 1949 vinse il prestigioso Concorso Leventritt. Proseguì poi i suoi studi di pianoforte con Rudolf Serkin al Marlboro Music Festival e in modo informale con Vladimir Horowitz.

## Lavori iniziali
Dopo la laurea suonò con numerose orchestre e tenne concerti e recital a livello internazionale. Nei successivi tre decenni fece tournée e registrò molto, esibendosi da solo e con orchestre in tutto il mondo. Nel 1964 registrò Rapsodia su un tema di Paganini di Rachmaninov con Leonard Bernstein alla direzione della New York Philharmonic. Realizzò anche una registrazione classica del terzo concerto per pianoforte di Prokof'ev con George Szell e l'Orchestra di Cleveland nel 1966; è stato ripubblicato su CD come parte della serie "Great Performances" della Sony Classical nel 2006.
Probabilmente la più famosa performance registrata di Graffman è stata per la colonna sonora del film di Woody Allen del 1979, Manhattan, in cui interpretò la Rapsodia in blu di George Gershwin, accompagnata dalla New York Philharmonic. Porzioni della versione Filarmonica/Graffman furono presentate innumerevoli volte in TV e film nell'ultimo quarto di secolo.

## Lesione
Nel 1977 si è slogato l'anulare della mano destra. A causa di questa lesione ha iniziato a ridisegnare alcuni passaggi per quella mano in modo da evitare di usare il dito colpito. Sfortunatamente questa tecnica alterata ha esacerbato l'infortunio piuttosto che migliorarlo, costringendolo a smettere di usare la mano destra del tutto intorno al 1979. Questa battuta d'arresto lo incoraggiò a perseguire altri interessi come la scrittura, la fotografia e l'arte orientale. Nel 1980 si unì alla facoltà del Curtis Institute dove la sua carriera era iniziata. Assunse il ruolo di direttore della scuola nel 1986 ed aggiunse il titolo di Presidente nel 1995, prestando servizio in entrambe le funzioni fino al maggio 2006. Prosegue nella facoltà del Curtis insegnando pianoforte.
Prove più recenti suggeriscono che la distorsione delle dita di Graffman potrebbe essere stata un fattore scatenante per la distonia focale, un disturbo neurologico che causa perdita di funzionalità e arricciamento incontrollabile nelle dita. Anche il pianista Leon Fleisher, intimo amico di Graffman, soffriva di questo disturbo.

## Lavori successivi
Poco dopo essere entrato nella facoltà del Curtis, pubblicò un libro di memorie, I Really Should Be Practicing.
Nel 1985 diede l'anteprima britannica del Concerto per pianoforte in Do-diesis per la mano sinistra di Erich Wolfgang Korngold. Paul Wittgenstein aveva commissionato il lavoro negli anni Venti e lo suonò molte volte, ma in seguito uscì dal repertorio.
Sette opere per la mano sinistra furono commissionate per Graffman. Nel 1993, ad esempio, eseguì la prima mondiale del Concerto per pianoforte n. 4 di Ned Rorem, scritto appositamente per la mano sinistra e nel 2001 eseguì in anteprima il concerto di Daron Hagen Seven Last Words. Il compositore americano William Bolcom ha composto Gaea, un concerto per due pianoforti per la mano sinistra per Graffman e Leon Fleisher. Fu eseguito in anteprima a Baltimora nell'aprile 1996. Il concerto è costruito in modo tale da poter essere eseguito in due modi, con una parte di pianoforte sola con orchestra ridotta, o con entrambe le parti di pianoforte e le due orchestre ridotte combinate in un'orchestra completa.

## Onorificenze
Grazie al suo servizio di lunga data e alla sua devozione per la musica, Graffman ha ricevuto lauree honoris causa, è stato premiato dalle città di Filadelfia e New York e ha ricevuto il Governor's Arts Award dal Commonwealth della Pennsylvania. Oltre alle sue responsabilità amministrative, Graffman rimane attivo come insegnante e istruttore di pianoforte e musica da camera. Tra i suoi illustri studenti figurano i virtuosi del pianoforte Lydia Artymiw, Lang Lang, Yuja Wang e Haochen Zhang.